# Long Way to Heaven
 (décembre 2015).
Si vous disposez d'ouvrages ou d'articles de référence ou si vous connaissez des sites web de qualité traitant du thème abordé ici, merci de compléter l'article en donnant les références utiles à sa vérifiabilité et en les liant à la section « Notes et références ».
Long Way To Heaven est le cinquième album du groupe de metal canadien Helix, sorti en 1985.

## Liste des pistes
Face 1:
1. The Kids Are All Shakin'
2. Deep Cuts The Knife
3. Ride The Rocket
4. Long Way To Heaven
5. House On Fire

Face 2:
1. Christine
2. Without You (Jasmine's Song)
3. School Of Hard Knocks
4. Don't Touch The Merchandise
5. Bangin' Off-A-The Bricks

## Composition du groupe
- Brent Doerner - Guitar/Vocals
- Paul Hackman - Guitar/Vocals
- Brian Vollmer - Lead Vocals
- Daryl Gray - Bass/Vocals
- Greg "Fritz" Hinz - Drums